# Тепленичев, Александр Иванович
Алекса́ндр Ива́нович Тепле́ничев (род. 3 февраля 1937, дер. 2-й Большой Двор, Череповецкий район, Вологодская область) — советский партийный и хозяйственный деятель, член Секретариата ЦК КПСС в 1990-1991.

## Биография
Родился в семье колхозника, русский. В 1956 окончил Моздокский элеваторный техникум (Северо-Осетинская АССР), в 1972 – Липецкий филиал Московского института стали и сплавов.
Трудовой путь начал в 1956 заведующим лабораторией Верещагинской конторы «Заготзерно» Пермской области. В 1956—1959 служил в Советской Армии (стрелок-радист на «Ту-95»). С 1960 подручный разливщика, разливщик, старший разливщик мартеновского цеха Череповецкого металлургического завода. Член КПСС с 1964.
В конце 1966 переехал с семьёй на родину жены, в Липецк. В 1967—1972 – разливщик, старший разливщик, мастер разливки конверторного цеха, с 1972 – секретарь парткома цеха, заместитель секретаря, с 1975 – секретарь парткома Новолипецкого металлургического завода (с 1983 – металлургический комбинат, НЛМК).
На ХХVIII съезде КПСС (июль 1990) выступал против территориального принципа построения партии, предупреждал, что это приведет её к дезорганизации и развалу, что убирать первичные партийные организации из трудовых коллективов ни в коем случае нельзя. Отметил, что затяжная работа съездов и сессий Советов свелась к созданию целого потока новых законов, которые не действуют и не выполняются: «Министров во главе с Николаем Ивановичем Рыжковым заставили неделями заседать. В это время те, кто непосредственно создает материальные блага, кто своим трудом должен выводить страну из сложного экономического положения, простаивают. И получается: у нас сегодня никто не работает — от рабочего до члена правительства». Высказался против разъединения постов президента и генсека, за то, чтобы у руля партии, государства был один человек (на этом месте ему виделся М. С. Горбачёв). Вместе с тем отметил, что ЦК прежнего состава со своими задачами не справился.
Был избран в состав ЦК КПСС. На июльском (1990) Пленуме ЦК КПСС был избран членом Секретариата ЦК КПСС, считался выдвиженцем секретаря ЦК Ю. А. Манаенкова.
С 1991 заместитель генерального директора НЛМК. После запрета КПСС возглавлял подсобное хозяйство НЛМК, был директором агропромышленного комплекса комбината, затем работал в коммерческих структурах.
С сентября 1998 на пенсии.